# Norihiro Yamagishi
Norihiro Yamagishi (Saitama, 17 mei 1978) is een Japans voetballer.

## Clubcarrière
Yamagishi tekende in 2001 bij Urawa Red Diamonds.